# Fagetalia
Fagetalia sylvaticae – syntakson w randze rzędu należący do klasy europejskich mezo- i eutroficznych lasów liściastych – (Querco-Fagetea). Leśne zbiorowiska roślinne występujące na glebach mineralnych.

## Charakterystyka
Należą tu lasy łęgowe (bez łęgów wierzbowych), grądy, buczyny wraz z jedlinami oraz zboczowe lasy lipowo-jaworowe. W drzewostanach dominują rozmaite gatunki drzew liściastych (olsze, buki, graby, dęby, lipy, jawory), wyjątkowo z roślin iglastych licznie występować może jodła.
WystępowanieLasy z rzędu Fagetalia występują w Europie zachodniej, środkowej i częściowo wschodniej. Spotykane są w całej Polsce.
Charakterystyczna kombinacja gatunków
ChCl. :  Klon polny Acer campestre, klon zwyczajny Acer platanoides, podagrycznik pospolity Aegopodium podagraria, zawilec gajowy Anemone nemorosa, kłosownica leśna Brachypodium sylvaticum, dzwonek pokrzywolistny Campanula trachelium, turzyca palczasta Carex digitata, leszczyna pospolita Corylus avellana, kruszczyk szerokolistny Epipactis helleborine, trzmielina zwyczajna Euonymus europaea, trzmielina brodawkowata Euonymus verrucosus, jesion wyniosły Fraxinus excelsior, przylaszczka pospolita Hepatica nobilis, łuskiewnik różowy Lathraea squamaria, suchodrzew pospolity Lonicera xylosteum, perłówka zwisła Melica nutans, wiechlina gajowa Poa nemoralis, jaskier różnolistny Ranunculus auricomus, porzeczka alpejska Ribes alpinum, szałwia lepka Salvia glutinosa, cebulica dwulistna Scilla bifolia.
ChO. : piżmaczek wiosenny Adoxa moschatelina, czosnek niedźwiedzi Allium ursinum, zawilec żółty Anemone ranunculoides, sałatnica leśna Aposeris foetida, kopytnik pospolity Asarum europaeum, jarzmianka większa Astrantia major, żórawiec falisty (mech) Atrichum undulatum, turzyca leśna Carex sylvatica, kokorycz pusta Corydalis cava, kokorycz wątła Corydalis intermedia, kokorycz drobna Corydalis pumila, wawrzynek wilczełyko Daphne mezereum, nerecznica samcza Dryopteris filix-mas, wilczomlecz migdałolistny Euphorbia amygdaloides, wilczomlecz słodki Euphorbia dulcis, dzióbkowiec bruzdowany (mech) Eurhynchium striatum, ziarnopłon wiosenny Ficaria verna, złoć mała Gagea minima, gajowiec żółty Galeobdolon luteum, przytulia wonna Galium odoratum, niecierpek pospolity Impatiens noli-tangere, zdrojówka rutewkowata Isopyrum thalictroides, groszek wiosenny Lathyrus vernus, lilia złotogłów Lilium martagon, tojeść gajowa Lysimachia nemorum, szczyr trwały Mercurialis perennis, prosownica rozpierzchła Milium effusum, gnieźnik leśny Neottia nidus-avis, czworolist pospolity Paris quadrifolia, zerwa kłosowa Phyteuma spicatum, kokoryczka wielokwiatowa Polygonatum multiflorum, pierwiosnek wyniosły Primula elatior, miodunka ćma Pulmonaria obscura, miodunka plamista Pulmonaria officinalis, jaskier kaszubski Ranunculus cassubicus, jaskier kosmaty Ranunculus lanuginosus, żankiel zwyczajny Sanicula europaea, trędownik bulwiasty Scrophularia nodosa, czyściec leśny Stachys sylvatica, przetacznik górski Veronica montana, fiołek leśny Viola reichenbachiana.
Podkategorie syntaksonomiczne
- związek: Alno-Ulmion – lasy łęgowe
- związek: Carpinion betuli – grądy
- związek: Fagion sylvaticae – buczyny wraz z jedlinami
- związek: Tilio platyphyllis-Acerion pseudoplatani – górsko-podgórskie zboczowe lasy lipowo-jaworowe

## Zagrożenia i ochrona
Zbiorowiska roślinne należące do rzędu Fagetalia są wyznacznikami chronionych siedlisk przyrodniczych wymagających wyznaczania obszarów Natura 2000. Problemem w ochronie walorów przyrodniczych tych lasów jest ich ograniczona powierzchnia (ich żyzne siedliska zajmowane były w przeszłości przez uprawy polowe) oraz eksploatacja gospodarcza drzewostanów, prowadząca do zubożenia gatunkowego i strukturalnego lasów.